# 캅카스 3국

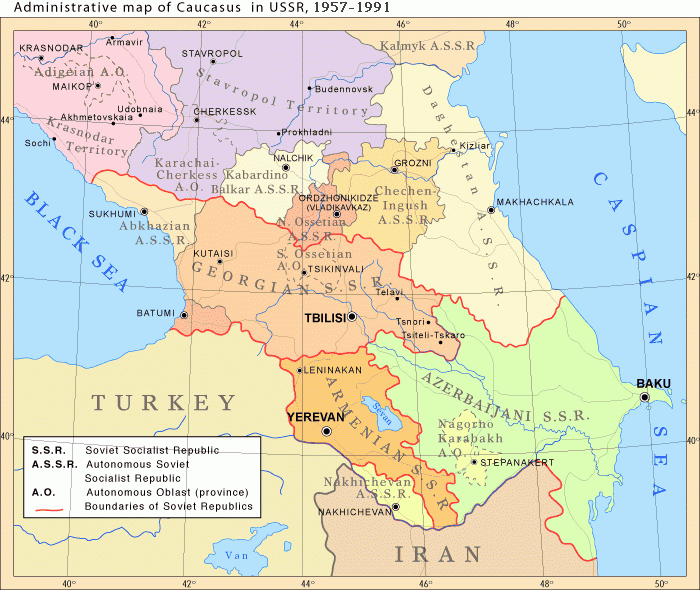
조지아, 아르메니아, 아제르바이잔을 캅카스 3국이라 한다.

캅카스 3국은 서아시아 캅카스산맥에 위치한 세 나라로, 조지아, 아르메니아, 아제르바이잔을 가리키는 말이다.
이 3국은 19세기 초 러시아 제국의 영토가 되었고, 러시아 혁명의 혼란기에 잠시 각국은 독립했으나 1922년 소비에트 연방 결성 때 자캅카스 소비에트 연방 사회주의 공화국이라는 이름으로 소련을 이루는 하나의 단위로 통일되었다. 1936년에 각각 그루지야 소비에트 사회주의 공화국, 아르메니아 소비에트 사회주의 공화국, 아제르바이잔 소비에트 사회주의 공화국으로 별개의 소비에트 연방의 공화국이 되었다. 1991년 소비에트 연방의 붕괴 이전까지 이들 3국은 러시아 그리고 러시아 문화의 강력한 영향을 받았다.
캅카스 3국은 모두 아시아와 유럽의 경계인 캅카스산맥에 위치하여 지리상으로는 아시아로 분류되지만, 문화적, 종교적, 역사적으로 서아시아보다는 동유럽에 더 가깝다. 그러므로 가끔 동유럽과의 문화 교류를 가지기도 하며, 축구 국제 경기에 있어서도 유럽 축구 연맹에 편성되어 있다. 또한, 아시안 게임이 아닌 유러피언 게임에 참가한다.
한편, 종교적으로 조지아는 동방정교(東方正敎), 아르메니아는 아르메니아 정교(正敎), 아제르바이잔은 이슬람교이다. 문자(文字)의 경우 조지아와 아르메니아는 고유의 문자를 가지고 있으나, 아제르바이잔은 본래 아랍 문자를 써오던 것이 소비에트 시대 초기에는 로마 문자, 이후 키릴 문자로 변했다가 소련 해체 이후에는 다시 로마 문자를 사용하고 있다.

## 같이 보기
- 캅카스
- 남캅카스
- 북캅카스